# La Légende du Cid
Pour plus de détails, voir Fiche technique et Distribution.
La Légende du Cid (El Cid: La Leyenda) est un long métrage d'animation espagnol réalisé par José Pozo, sorti au cinéma en Espagne en 2003 et en France en 2004. Le film emploie la technique du dessin animé en deux dimensions. Il s'inspire de la vie de Rodrigo Díaz de Bivar, dit « le Cid », un héros de l'Espagne médiévale qui a inspiré de nombreuses œuvres dont la pièce Le Cid de Corneille.

## Synopsis
L'histoire commence à la cour du roi d'Espagne au XIe siècle. Sous le règne de Ferdinand 1er, le royaume de Castille à retrouvé la stabilité et connaît une paix relative avec les Maures. Mais cette stabilité et cette paix sont menacées : Ben Yussuf et sa terrible armée d'Almoravides pousse toujours plus vers le Nord et convoite le royaume. Entre-temps, Rodrigo Díaz de Bivar est un noble qui s'est lié d'amitié avec le fils du roi et futur héritier du trône, le prince Sanche ; en outre, il s'éprend de Chimène, la fille du comte Gormas, mais celui-ci désapprouve cet amour. À la mort du roi Ferdinand 1er, la stabilité politique du royaume est remise en cause, et plusieurs complots dirigés par la princesse Urraca aboutissent à la mort de Sanche, et c'est son frère, Alfonso, plus contrôlable, qui hérite du royaume ; dans le même temps, un autre complot cause la mort du compte Gormas, et Rodrigue est injustement accusé et exilé. Rodrigue entame alors une brillante carrière militaire, affronte Ben Yussuf et ses Almoravides et se couvre de gloire sous le nom de « Cid Campeador ».

## Fiche technique
- Titre : La Légende du Cid
- Titre original : El Cid: La Leyenda
- Réalisation : José Pozo
- Scénario : José Pozo
- Musique originale : Óscar Araujo et Zacarías M. de la Riva
- Montage : Félix Bueno
- Studio de production : Castelao Producciones
- Storyboard : Enrique Fernández
- Distribution : Filmax Animation (Espagne, sortie au cinéma), CTV International (France, sortie au cinéma)
- Pays :  Espagne
- Langue : espagnol
- Budget : 10 millions d'euros[1]
- Format : 35 mm, couleur
- Son : Dolby Digital
- Durée : Espagne : 90 minutes
- Dates de sortie : 
  - Espagne : 19 décembre 2003
  - France : 18 août 2004

## Voix françaises
- Marc Cassot : Ferdinand 1er
- Michel Le Royer : Diego
- Jean-Pierre Michaël : Rodrigue
- Barbara Tissier : Chimène
- Richard Darbois : Gormas
- François Siener : Sanche
- Michel Papineschi : Ordonnez
- Laurent Natrella : Al Muntamin
- Pierre-François Pistorio : Fanez
- Féodor Atkine : Ben Youssuf
- Déborah Perret : Urraca
- Philippe Catoire : Alfonso
- Benoît Allemane : Garcès
- Éric Métayer
- Marc Alfos
- Emmanuel Garijo

Sources et légende : Version française selon le carton de doublage français.

## Production
La Légende du Cid rassemble un budget de 10 millions d'euros, ce qui correspond à une grosse production pour le cinéma d'animation espagnol. La production du film dure trois ans et nécessite la collaboration de nombreux studios d'animation en Espagne et à l'étranger.

## Box office
En Espagne, le film sort le 19 décembre 2003, exploité sur 285 copies, et rapporte 307 728 euros durant le premier week-end. Après une semaine, il a rapporté 1 098 422 euros, et, au 25 janvier 2004, atteint 2 340 000 euros.

## Récompenses
En 2004, le film remporte le Goya du Meilleur film d'animation, ainsi que le Barcelona Film Award du Meilleur film d'animation.